# Coin (machine simple)
Pour les articles homonymes, voir Coin.

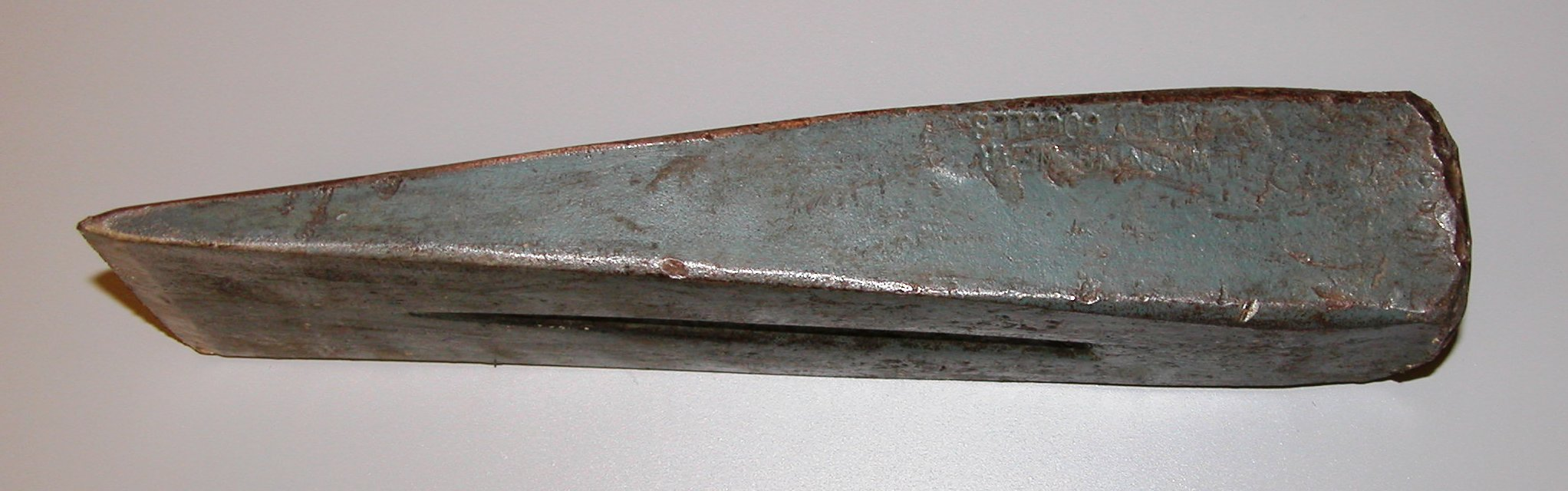
Coin utilisé pour fendre du bois.

Un coin est un outil que l'on peut assimiler à un double plan incliné portatif.
Ce dispositif mécanique élémentaire, l'une des huit machines simples, est utilisé pour séparer un objet en deux, pour séparer deux objets accolés, pour maintenir un objet en place ou pour le soulever, en transformant une force appliquée à son extrémité en une force perpendiculaire et de module plus important. Plus l'angle du coin est faible et plus la force résultante est importante.
Le coin est la forme la plus simple de came.

## Typographie

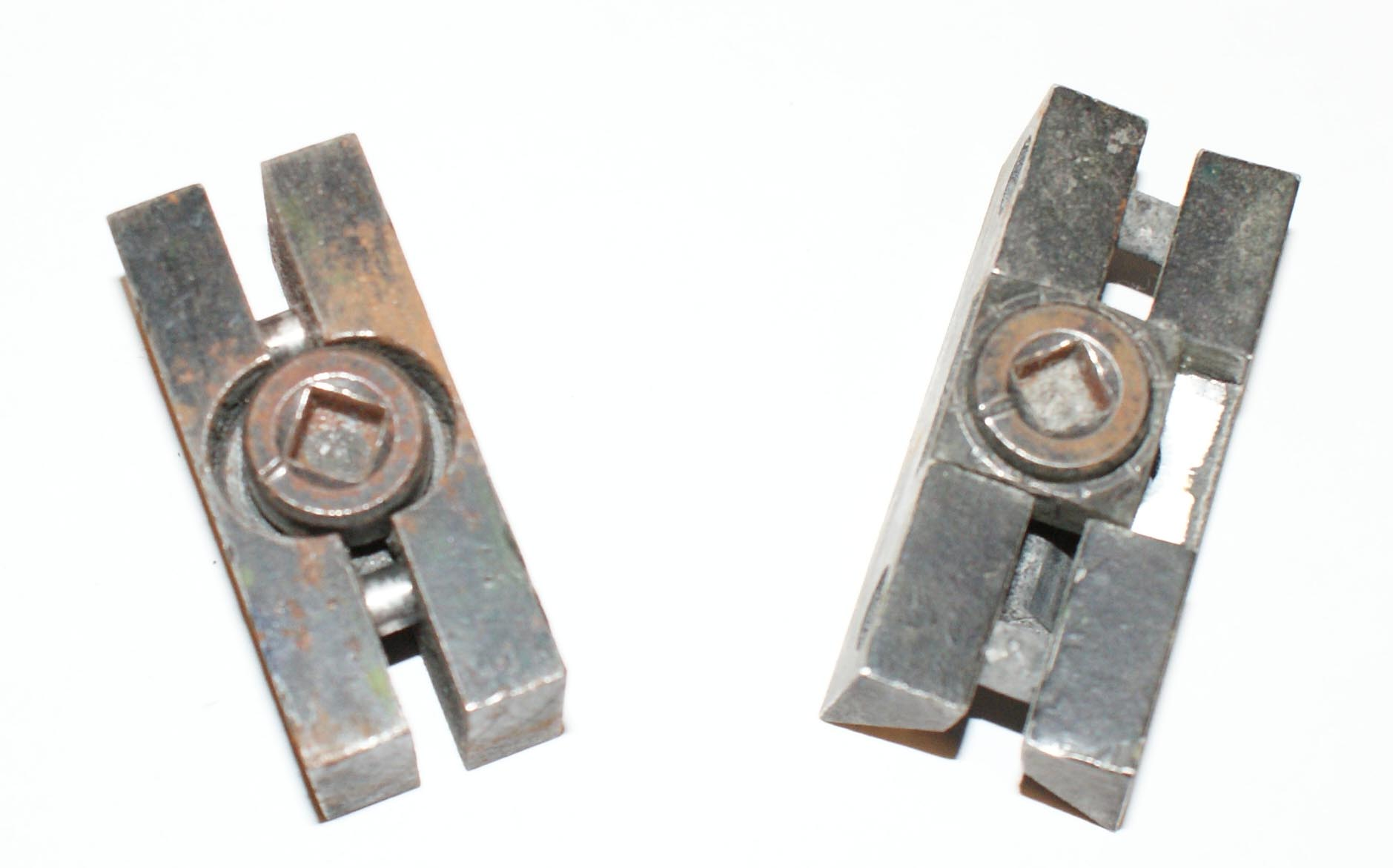
Coins de serrage de châssis en imprimerie.

En typographie, les coins sont des cales réglables au moyen d’une clé pour bloquer la forme dans le châssis.